# Bundesvision Song Contest 2005
De Bundesvision Song Contest 2005 was de eerste editie van de Bundesvision Song Contest. Hij vond plaats in Oberhausen, Noordrijn-Westfalen.
Winnaar van de eerste editie werd Hessen. Juli werd met het nummer Geile Zeit de eerste laureaat in de geschiedenis van het festival. Ze kregen driemaal de maximumscore van 12 punten.

## Ontstaan
Stefan Raab maakte zijn idee openbaar tijdens een aflevering van de tv-show TV total op 20 december 2004. Het format zou zeer gelijkend zijn op dat van het Eurovisiesongfestival, met als grootste verschil dat de deelstaten punten konden geven aan zichzelf. 

## Format
Alleen liedjes die (gedeeltelijk) in het Duits gezongen werden, konden deelnemen aan het festival. Deze regel werd na deze editie nog strikter nageleefd aangezien de inzending van Nedersaksen volledig in het Engels was. Ook konden de deelstaten op zichzelf stemmen. Dit leidde ertoe dat 14 van de 16 deelstaten zichzelf bekroonde met de maximumscore van 12 punten. Ook moesten de artiesten niet per se afkomstig zijn uit de staat vanwaar ze afkomstig zijn. Dit leidde tot enige kritiek aangezien de uit Keulen afkomstige band Klee niet Noordrijn-Westfalen vertegenwoordigde, maar wel Saarland.

## Uitslag
| Plaats | Staat                     | Taal                   | Artiest                          | Lied                               | Punten |
| ------ | ------------------------- | ---------------------- | -------------------------------- | ---------------------------------- | ------ |
| 1      | Hessen                    | Duits                  | Juli                             | Geile Zeit                         | 159    |
| 2      | Sleeswijk-Holstein        | Duits                  | Fettes Brot                      | Emanuela                           | 130    |
| 3      | Berlijn                   | Duits                  | Sido & Brainless Wankers         | Mama ist stolz                     | 113    |
| 4      | Nedersaksen               | Engels                 | Mousse T & Emma Lanford          | Right about now                    | 85     |
| 5      | Baden-Württemberg         | Duits                  | Apocalyptica feat. Marta Jandová | Wie weit                           | 77     |
| 6      | Saksen                    | Duits                  | De Randfichten                   | Jetzt geht die Party richtig los   | 71     |
| 7      | Thüringen                 | Duits                  | Clueso                           | Kein Bock zu geh'n                 | 63     |
| 8      | Brandenburg               | Duits                  | Virginia Jetzt!                  | Wahre Liebe                        | 54     |
| 9      | Hamburg                   | Duits                  | Samy Deluxe                      | Generation                         | 44     |
| 10     | Saarland                  | Duits                  | Klee                             | Gold                               | 37     |
| 11     | Bremen                    | Duits                  | Lukas Hilbert                    | Kommt meine Liebe nicht bei dir an | 31     |
| 12     | Beieren                   | Engels, Frans en Duits | Slut                             | Why pourquoi (I think I like you)  | 17     |
| 13     | Saksen-Anhalt             | Duits                  | Jansen & Kowalski                | Mamacita                           | 15     |
| 14     | Mecklenburg-Voor-Pommeren | Duits en Engels        | Deichkind                        | Electric super dance band          | 12     |
| 15     | Noordrijn-Westfalen       | Duits                  | Mamadee feat. Gentleman          | Lass los                           | 10     |
| 15     | Rijnland-Palts            | Engels en Duits        | Sandy feat. Manuellsen           | Unexpected                         | 10     |

## Scorebord
| Deelnemers                | NW | HH | RP | HB | BY | BB | SH | SL | SN | BW | ST | HE | TH | BE | MV | NI |
| ------------------------- | -- | -- | -- | -- | -- | -- | -- | -- | -- | -- | -- | -- | -- | -- | -- | -- |
| Noordrijn-Wesfalen        | 10 | 0  | 0  | 0  | 0  | 0  | 0  | 0  | 0  | 0  | 0  | 0  | 0  | 0  | 0  | 0  |
| Hamburg                   | 1  | 12 | 2  | 5  | 2  | 0  | 8  | 4  | 0  | 4  | 0  | 1  | 0  | 1  | 2  | 2  |
| Rijnland-Palts            | 0  | 0  | 10 | 0  | 0  | 0  | 0  | 0  | 0  | 0  | 0  | 0  | 0  | 0  | 0  | 0  |
| Bremen                    | 2  | 0  | 1  | 12 | 0  | 3  | 0  | 1  | 1  | 1  | 0  | 0  | 3  | 0  | 1  | 6  |
| Beieren                   | 0  | 1  | 0  | 1  | 12 | 0  | 0  | 0  | 0  | 0  | 0  | 0  | 0  | 3  | 0  | 0  |
| Brandenburg               | 0  | 0  | 0  | 0  | 1  | 12 | 3  | 0  | 6  | 2  | 5  | 2  | 4  | 8  | 6  | 5  |
| Sleeswijk-Holstein        | 8  | 10 | 8  | 8  | 8  | 6  | 12 | 8  | 8  | 8  | 6  | 10 | 7  | 7  | 8  | 8  |
| Saarland                  | 0  | 2  | 0  | 3  | 0  | 1  | 4  | 12 | 2  | 0  | 2  | 3  | 2  | 5  | 0  | 1  |
| Saksen                    | 5  | 0  | 4  | 0  | 4  | 7  | 1  | 3  | 12 | 3  | 8  | 6  | 8  | 2  | 5  | 3  |
| Baden-Württemberg         | 4  | 6  | 5  | 4  | 5  | 4  | 5  | 5  | 5  | 12 | 3  | 5  | 6  | 0  | 4  | 4  |
| Saksen-Anhalt             | 0  | 3  | 0  | 0  | 0  | 0  | 0  | 0  | 0  | 0  | 12 | 0  | 0  | 0  | 0  | 0  |
| Hessen                    | 12 | 8  | 12 | 7  | 10 | 8  | 10 | 10 | 10 | 10 | 10 | 12 | 10 | 10 | 10 | 10 |
| Thüringen                 | 3  | 5  | 3  | 2  | 3  | 5  | 2  | 2  | 4  | 5  | 5  | 4  | 12 | 6  | 3  | 0  |
| Berlijn                   | 7  | 4  | 6  | 6  | 7  | 10 | 6  | 7  | 7  | 7  | 7  | 8  | 5  | 12 | 7  | 7  |
| Mecklenburg-Voor-Pommeren | 0  | 0  | 0  | 0  | 0  | 0  | 0  | 0  | 0  | 0  | 0  | 0  | 0  | 0  | 12 | 0  |
| Nedersaksen               | 6  | 7  | 7  | 10 | 6  | 2  | 7  | 6  | 3  | 6  | 1  | 7  | 1  | 4  | 0  | 12 |

2005 · 2006 · 2007 · 2008 · 2009 · 2010 · 2011 · 2012 · 2013 · 2014 · 2015
Baden-Württemberg · Beieren · Berlijn · Brandenburg · Bremen · Hamburg · Hessen · Mecklenburg-Voor-Pommeren · Nedersaksen · Noordrijn-Westfalen · Rijnland-Palts · Saarland · Saksen · Saksen-Anhalt · Sleeswijk-Holstein · Thüringen